# Marienprachtkäfer
|                                | |
| Abb. 1: verschiedene Ansichten | |
|                                | Abb. 2: teilweise gefärbt: rot: Oberlippe; grün: Furche, die den glän- zenden Vorderrand abtrennt; blau: Oberkiefer |
|                                | Abb. 3: Spitze der Flügeldecken                                                                                     |

Der Marienprachtkäfer oder auch Großer Kiefernprachtkäfer (Chalcophora mariana) ist ein Käfer aus der Familie der Prachtkäfer und der Unterfamilie Chrysochroinae.

## Beschreibung
Die Käfer werden 24 bis 33 Millimeter lang. Sie sind die größten Prachtkäfer in Mitteleuropa. Die Körperoberseite ist zum Teil bronzebraun und silbern gestreift. Auf dem Kopf, dem Halsschild und den Flügeldecken finden sich breite, zum Teil untereinander verbundene, graugeschuppte silbrig glänzende Längsfurchen. Die Unterseite glänzt stark kupferrot. Der Halsschild ist unregelmäßig gepunktet und an der Basis am breitesten. Die Flügeldecken sind stark skulpturiert und verjüngen sich zum Ende, das zu einer feinen Spitze ausgezogen ist.
Im Unterschied zu der ähnlichen Art Chalcophora intermedia besitzt die Oberlippe einen durch eine borstentragende Furche abgesetzten glänzenden Vorderrand (Bild 1). Außerdem überragen die zahnförmig ausgezogenen Nahtspitzen der Flügeldecken den Hinterrand derselben, während  bei Chalcophora intermedia die Flügeldecken neben den Nahtspitzen ausgerandet sind, sodass der Abschluss der Flügeldecken hinter den Endzähnchen der Flügeldeckennaht liegen (Bild 2).
Von Chalcophora detrita unterscheidet sich der Käfer durch die breiteren und höheren Rippen auf den Flügeldecken sowie durch die metallische Farbe.

## Vorkommen
Die Art bewohnt bevorzugt sandige, warme Kiefernwälder. Sie ist sehr selten und kommt im östlichen Teil von Europa, dem Kaukasus, Sibirien und Nordafrika vor. Im Norden reicht das Verbreitungsareal bis Dänemark, Mittelschweden, Südnorwegen und Südfinnland. Die Art fehlt in den Niederlanden und auf den Britischen Inseln.

## Lebensweise
Der Käfer ist flugtüchtig und extrem scheu. Er sonnt sich gerne auf gefällten oder abgestorbenen Kiefernstämmen.
Die bis zu 80 Millimeter langen Larven haben einen hinten sehr schmalen, langgestreckten, vorne stark verbreiterten und abgeflachten Körper. Sie entwickeln sich im Holz von toten morsch werdenden Kiefern, besonders in deren Baumstümpfen.

## Ernährung
Die Larven ernähren sich von Kiefernholz.

## Gefährdung und Schutz
In vielen Gegenden ist der Marienprachtkäfer selten geworden und steht in Deutschland in einigen Bundesländern auf der Roten Liste. 
- Rote Liste Bayern: 3 (gefährdet)
- Sachsen-Anhalt: 2 (stark gefährdet)

Als Gefährdungsursachen werden genannt:
- großräumige Habitatzerstörung
- Biozideinsatz in Wäldern, Feldgehölzen, Alleen und Streuobstwiesen
- großflächiger Einschlag von Altholzbeständen
- Aufforstung großer Reinkulturbestände mit schnellwüchsigen Gehölzen
- Abholzung von Feldgehölzen, Alleebäumen, einzelnen Alteichen und Alteichenbeständen
- Aufforstung mit allochthonen Gehölzarten